# Бражине
Бра́жине — селище Сніжнянської міської громади Горлівського району Донецької області, Україна. Розташоване за 85 км від Донецька. Відстань до Сніжного становить близько 7 км і проходить автошляхом місцевого значення.

## Населення

### Мова
Розподіл населення за рідною мовою за даними перепису 2001 року:
| Мова            | Кількість | Відсоток |
| --------------- | --------- | -------- |
| українська      | 290       | 81.01%   |
| російська       | 67        | 18.71%   |
| інші/не вказали | 1         | 0.28%    |
| Усього          | 358       | 100%     |

За даними перепису 2001 року населення селища становило 358 осіб, із них 18,72 % зазначили рідною мову українську та 81,01 %— російську.